# RCMP-veiligheidsdienst
De RCMP-veiligheidsdienst (Engels: RCMP Security Service) was een dienst van de Royal Canadian Mounted Police (RCMP) die verantwoordelijk was voor het verzamelen van binnenlandse inlichtingen en het beschermen van de binnenlandse veiligheid van Canada tussen 1950 en 1984. Het werd vervangen door de Canadian Security Intelligence Service (CSIS) op aanbeveling van de McDonald Commission, die werd opgeroepen naar aanleiding van grote schandalen in de jaren zeventig.

## Geschiedenis
De RCMP heeft uitgebreid veiligheidswerk verricht sinds de dienst in 1920 opnieuw werd opgericht. Het fuseerde toen met de Dominion Police en de federale politie van destijds, waardoor het uitsluitend verantwoordelijk was voor de nationale veiligheid. Tussen de Eerste en Tweede Wereldoorlog was dit werk vooral gericht op de Communistische Partij, maar ook op vakbonden en marxisten. Vanaf 1946 was de inlichtingenafdeling van de RCMP verantwoordelijk voor de nationale veiligheidswerkzaamheden.
In 1950 werd de Speciale Afdeling van de RCMP formeel opgericht om contraspionageoperaties uit te voeren. Voorheen was de afdeling een onderdeel van de Criminal Investigation Branch van de RCMP, waar vóór 1936 politieke veiligheidsoperaties en strafrechtelijke onderzoeken niet gescheiden waren. De eerste klas werd gehouden in 1953.
In 1962 werd de afdeling veranderd naar het Directoraat Veiligheid en Inlichtingen. In 1970 werd het de RCMP-veiligheidsdienst. In de jaren zestig richtte het zich voornamelijk op nationalisten uit Quebec, waaronder het militante Front de libération du Québec (FLQ).
Als gevolg van illegale tactieken, waaronder illegaal toezicht en eigenrichting handelen, had de dienst veel kritiek en schandalen te verwerken. In 1984 werd dan ook het inlichtingenwerk overgedragen aan de eerdergenoemde nieuwe dienst, CSIS, door Bill C-9. De RCMP is echter weer betrokken geraakt bij het inlichtingenwerk, met name op het gebied van terrorismebestrijding. Na het bombardement op Air India-vlucht 182 in 1985 en de aanslagen van 11 september werd dit werk verricht op grond van de Security Offenses Act (Wet veiligheidsovertredingen).